# Achaetophora aristafurca
Achaetophora aristafurca är en tvåvingeart som beskrevs av Ronald Henry Lambert Disney 1996. Achaetophora aristafurca ingår i släktet Achaetophora och familjen puckelflugor.
Artens utbredningsområde är Taiwan. Inga underarter finns listade i Catalogue of Life.